# Gus Edwards (musicien)
Pour les articles homonymes, voir Edwards.
Gus Edwards (Hohensalza, 18 août 1878 - Los Angeles, 7 novembre 1945), est un auteur-compositeur et directeur artistique américain d'origine allemande. Il est l'auteur de plusieurs comédies musicales et chansons à succès à Broadway.

## Biographie

### Jeunesse
De son vrai nom Gustav Schmelowsky, il naît à Hohensalza en Prusse orientale (aujourd'hui Inowrocław en Pologne) de Moritz Schmelowsky et Johanna Simon. Il a deux frères, Bernhard dit Ben (en) (1884–1954)  et Leo (en) (1886–1978) et deux sœurs, Dora et Sara. En 1891, il émigre avec toute sa famille aux États-Unis depuis Hambourg et s'installe à Williamsburg où son père ouvre une boutique de cigares.

### Carrière
Il fait ses débuts comme chanteur de vaudeville à Broadway sous le pseudonyme de Gus Edwards. Son frère aîné, Ben, lui sert d'agent.
Avec son frère Leo, également pianiste et compositeur, il se fait remarquer comme compositeur de plusieurs chansons à succès pour la Tin Pan Alley, tel By the Light of the Silvery Moon en 1909 (avec Edward Madden).
Directeur artistique des Ziegfeld Follies de 1907, 1909 et 1910, il devient par la suite directeur artistique de sa propre compagnie de comédies musicales. Il écrit notamment une revue musicale jouée par une troupe d'enfants.
Il crée sa  propre maison d'édition, la Gus Edwards Music Company que gère également Ben, et produit des scénarios de films, avant de retourner aux comédies musicales et au music-hall entre 1930 et 1937. Il se retire définitivement en 1939 en Californie.
Il gagne le surnom de « Star Maker » (« Faiseur de stars ») pour l'ensemble des talents artistiques qu'il a découverts, telle Lila Lee (1905-1973), mais aussi Groucho Marx, Walter Winchell, Eddie Cantor, George Jessel, Elsie Janis, Eleanor Powell, Ray Bolger, The Duncan Sisters, Sally Rand ou encore Ina Ray Hutton. Le film The Star Maker de Roy Del Ruth sorti en 1939 est inspiré de sa carrière.
Il meurt le 7 novembre 1945 à Los Angeles, à l'âge de 67 ans, et est enterré au cimetière de Woodlawn.
Il est promu au Songwriters Hall of Fame en 1970.

### Vie privée
Gus Edwards épouse le 28 novembre 1905 Lillian Arrah Bleiman, avec laquelle il restera marié jusqu'à sa mort. 

## Œuvre

### Théâtre
- Hodge, Podge & Co. (1900), revue (lyrics)
- The Strollers (1901), comédie musicale (musique additionnelle)
- The Supper Club (1901), comédie musicale (lyrics et musique)
- The Wizard of Oz (1903), comédie musicale (chansons additionnelles avec Will D. Cobb)
  - Rosalie
  - I Love Only One Girl in the Wide, Wide World
  - The Tale of a Cassowary
  - Johnnie I'll Take You
  - I'll Never Love Another Love Like I Love You
- Mr. Bluebeard (1903), comédie musicale (chansons additionnelles)
- Winsome Winnie (1903), comédie musicale (chansons additionnelles)
- The Medal and the Maid (1904), comédie musicale (chanson additionnelle In Zanzibar avec Will D. Cobb)
- An English Daisy (1904), comédie musicale (musique additionnelle)
- A Little Bit of Everything (1904), comédie musicale (chansons additionnelles)
- Mrs. Black Is Back (1904), comédie musicale (chansons additionnelles)
- Fantana (1905), comédie musicale (musique additionnelle)
- When We Were Forty-one (1905), comédie musicale (musique)
- Breaking Into Society (1905), comédie musicale (lyrics et musique)
- His Honor the Mayor (1906), comédie musicale (chansons additionnelles)
- About Town (1906), comédie musicale (chansons additionnelles)
- The Blue Moon (1906), comédie musicale (chansons additionnelles)
- A Parisian Model (1906), comédie musicale (chansons additionnelles)
- Ziegfeld Follies of 1907 (1907), revue (chansons additionnelles)
- The Hired Girl's Millions (1907), comédie musicale (chanson additionnelle School Days)
- Hip! Hip! Hooray! of 1907 (1907), comédie musicale (musique)
- The-Merry-Go-Round (1908), comédie musicale (musique)
- School Days (1908), comédie musicale (lyrics, musique et production)
- Miss Innocence (1908), comédie musicale (chanson additionnelle What Kind of a Wife to Choose)
- Ziegfeld Follies of 1909 (1909), revue (chansons additionnelles)
- Ziegfeld Follies of 1910 (1910), revue (livret et chansons additionnelles)
- The Passing Show of 1914 (1914), revue (musique additionnelle)
- The French Doll (1922), comédie musicale, musique de George Gershwin et Gus Edwards, lyrics de Buddy DeSylva et Will D. Cobb
- Lucky (1927), comédie musicale (musique additionnelle)
- Marching By (1932), comédie musicale (musique additionnelle)
- Broadway Sho-Window (1936), revue  (mise en scène, musique et production)

### Chansons
- Sunbonnet Sue (1905)
- Show Window (1905)
- Where the River Shannon Flows
- Meet Me Under the Wisteria
- By the Light of the Silvery Moon
- I Can't Tell You Why I Love You but I Do
- Goodbye, Little Girl, Goodbye
- I Just Can't Make My Eyes Behave
- I'll Be With You When the Roses Bloom Again
- He's My Pal
- Way Down Yonder in the Cornfield
- If a Girl Like You Loved a Boy Like Me
- Jimmy Valentine
- If I Were a Millionaire
- Laddie Boy